# Мала Жуљевица
Мала Жуљевица је насељено мјесто у општини Нови Град, Република Српска, БиХ. Према попису становништва из 1991. у насељу је живјело 97 становника.

## Становништво
| Националност       | 1991. | 1981. | 1971. | 1961. |
| Срби               | 97    | 186   | 221   | 325   |
| остали и непознато |       |       |       |       |
| Укупно             | 97    | 186   | 221   | 325   |

| Демографија | Демографија | Демографија |
| Година      | Становника  | Становника  |
| ----------- | ----------- | ----------- |
| 1948.       | 389         |             |
| 1953.       | 360         |             |
| 1961.       | 325         |             |
| 1971.       | 221         |             |
| 1981.       | 186         |             |
| 1991.       | 97          |             |